# Vereniging Ons Huis
De Vereniging Ons Huis was een sociaal-culturele vereniging in Amsterdam met buurthuizen waar arbeiders samen konden komen. De vereniging werd opgericht in 1891 en verdween in 1984, toen zij opging in de Stichting Nieuw West.

## Geschiedenis
De Vereniging Ons Huis wer opgericht in 1891 door Hélène Mercier, een voorvechtster van emancipatie van vrouwen en minder bedeelden, en Christian Wilhelm Janssen, een vermogende zakenman die veel filantropisch werk financierde. De vereniging stelde zich ten doel volkshuizen in buurten te openen, waar mannen, vrouwen en kinderen uit de arbeidersklasse hun maatschappelijke kansen konden vergroten, los van politieke of religieuze stromingen en bovenal: op een niet neerbuigende manier. Hoewel de vereniging zichzelf neutraal noemde, werd dat niet door iedereen geaccepteerd. Zo werd "Ons Huis" van confessionele zijde beschuldigd een socialistisch bolwerk te zijn. Maar van socialistische zijde werd beweerd dat "Ons Huis" een instrument van het kapitalisme was en patroniserend liefdewerk bedreef.  De eerste directeur was Jacob Anton Tours, die in 1907 vertrok en een Rotterdamse 'Vereniging Ons Huis' startte.

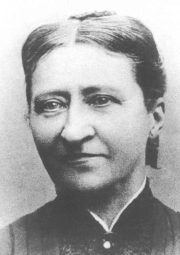
Helena Mercier (1839-1910)

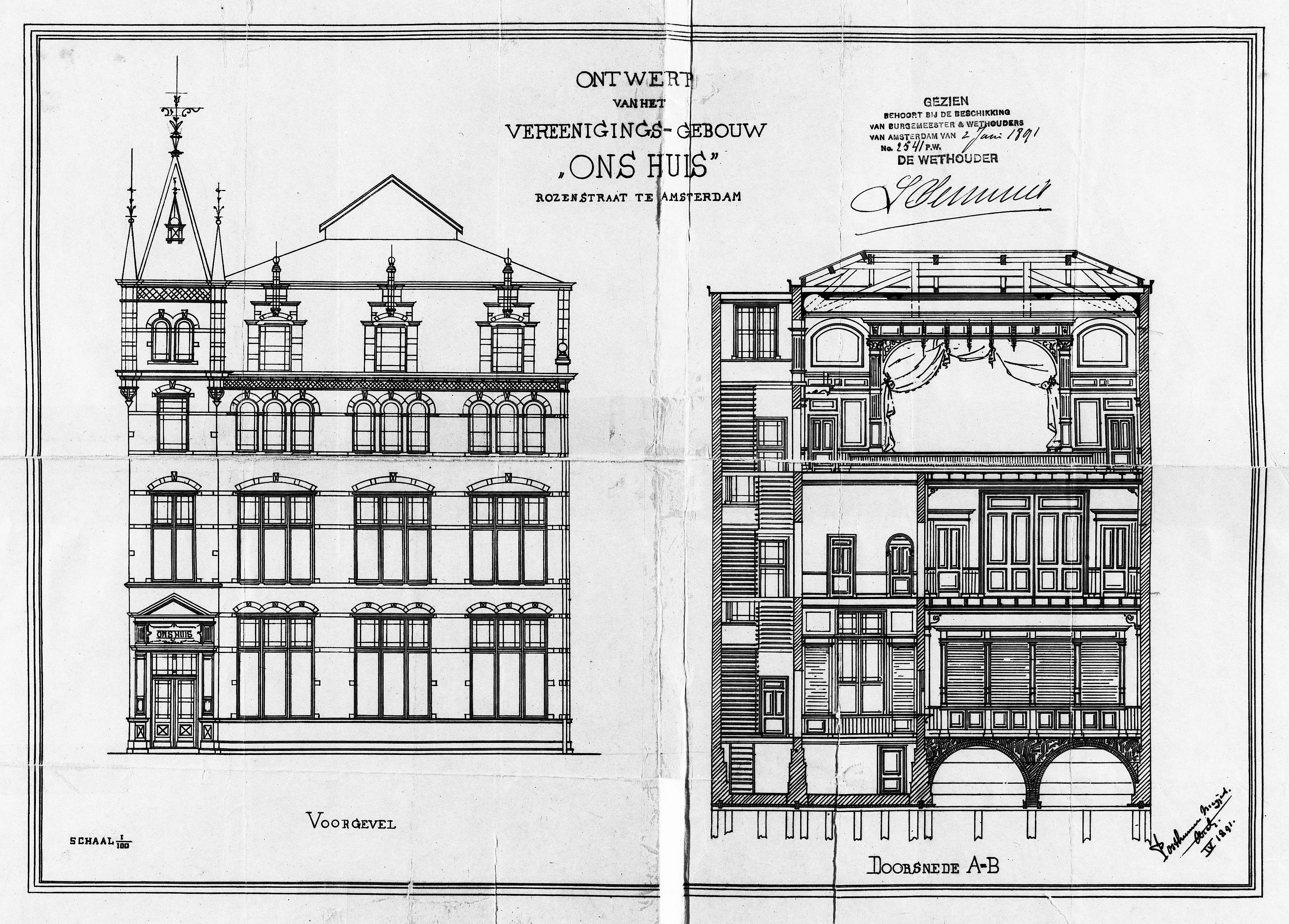
Bouwtekening "Ons Huis" d.d. 1891

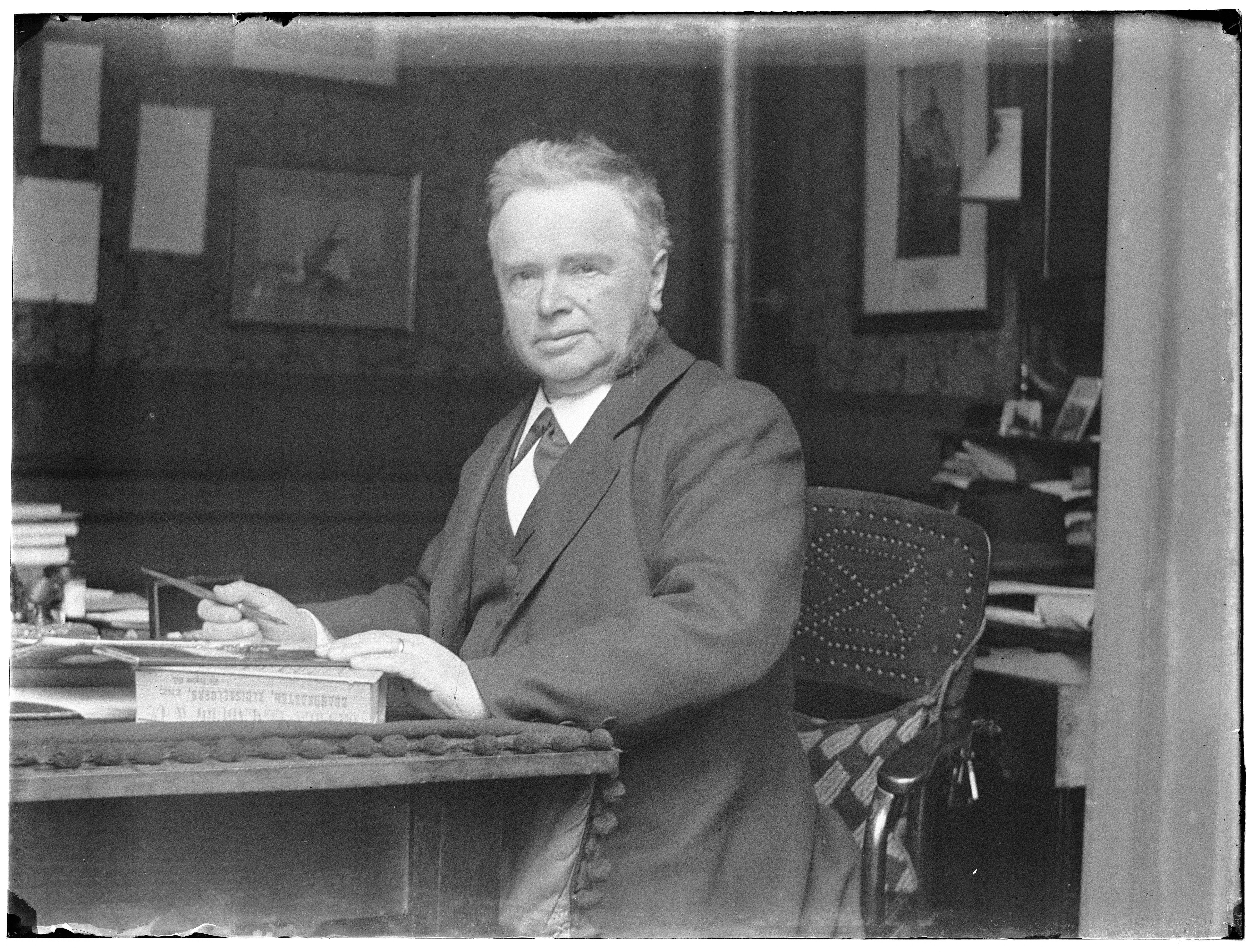
Jacob Anton Tour (1843-1918), de eerste directeur van "Ons Huis"

### Eerste buurthuis
Het bestuur van de vereniging gaf in 1891 opdracht aan de architect Christiaan Posthumus Meyjes sr. om een gemeenschapshuis te ontwerpen in de Rozenstraat in de Amsterdamse volkswijk Jordaan. Dit eerste buurthuis op het Europese vasteland werd geopend op 10 mei 1892.
Rond 1892 werd het bestuur van Ons Huis bijgestaan door een tiental commissies, namelijk die voor leeszaal, gymnastiek- en schermlessen, clubs, kooklessen, verstellessen, kniplessen, wetenschappelijke voordrachten en cursussen, taallessen, zondagavondbijeenkomsten, muzieklessen en toneellessen. Later werden in het gebouw ook toneelvoorstellingen gegeven en landendagen georganiseerd. Het gebouw werd ook door orkesten als repetitieruimte gebruikt.
In de eerste jaren werd Ons Huis voornamelijk door mensen van buiten de Jordaan bezocht. Om het werk van Ons Huis grotere bekendheid te geven, werd in 1894 begonnen met de publicatie van het Orgaan van Ons Huis, dat een oplage van 800 exemplaren had.
Toen in 1899 de Opleidings-inrichting voor Socialen Arbeid werd gesticht, vonden de eerste lessen plaats in het onderkomen van Ons Huis aan de Rozenstraat. De lessen werden meestal gegeven aan het einde van de middag, zodat ook anderen konden aanschuiven en meeluisteren.

### Schaakclub Ons Huis
Ons Huis had sinds mei 1892 ook een schaakclub. Dit was de eerste arbeidersschaakvereniging in Amsterdam. De overige schaakverenigingen in Amsterdam, zoals het Vereenigd Amsterdamsch Schaakgenootschap en de Amsterdamsche Schaakclub, hadden destijds een meer elitair karakter met hoge contributies.
De schaakclub was lange tijd een afdeling van Ons Huis, maar werd in 1937 een zelfstandige rechtspersoon onder de naam "De Vrijpion". Een lang leven was deze nieuwe vereniging echter niet beschoren, want eind 1940 zegde deze vereniging haar lidmaatschap van de Amsterdamsche Schaakbond op. Daarna verdween deze vereniging.

### Groei
Tot de Tweede Wereldoorlog groeide Ons Huis fors. In 1923 bestonden al dertien buurthuizen in heel Amsterdam, te weten in de Staatsliedenbuurt, Frederik Hendrikbuurt, de Spaarndammerbuurt, de Indische Buurt, Volewijck, Vogeldorp in de Nieuwendammerham, Muiderpoort, Wittenburg, Transvaalbuurt, Tuindorp Oostzaan, Amstelveenscheweg en Raampoort. 
Tijdens de hongerwinter in de oorlogsjaren 1944-1945 lukte het de vereniging om meer dan honderd kinderen de stad uit te krijgen en op het platteland onder te brengen, waar de voedseltekorten minder groot waren. Ons Huis zette ook illegale gaarkeukens op.

### Na de oorlog
Na de oorlog werd met nieuwe energie aan Ons Huis gewerkt. Door de forse groei van Amsterdam in de jaren vijftig en zestig, groeide ook het aantal buurthuizen van Ons Huis. In 1955 werd de afdeling Slotermeer opgericht, de afdeling Geuzenveld opende in 1956 en de afdeling Osdorp in 1963. Deze uitbreidingen van het aantal afdelingen vergden de nodige aanpassingen. Ons Huis in de Rozenstraat was het hoofdkwartier van waaruit alles werd gecoördineerd.  De overheid kreeg een steeds grotere bemoeienis met het buurtwerk, omdat de subsidies hoger werden. 

## Reorganisatie
In 1976 zou het centrale punt in de Rozenstraat gesloten worden en werd het gebouw in 1979 verkocht. In een drietal besturenconferenties in de loop van 1981 en het begin van 1982 werd aan een reorganisatie begonnen en werd besloten dat Ons Huis haar thuisbasis in Nieuw-West zou krijgen. De vereniging Ons Huis ging op in de Stichting Nieuw West. Ook de Stichting Nieuw West bestond niet lang en zou op haar beurt begin jaren negentig opgaan in Stichting Welzijn Westelijke Tuinsteden onder de naam Impuls.

## Trivia
De lantaarnplaatjescentrale van Ons Huis groeide uit tot het Lichtbeelden Instituut.